# ラルフ・エリソン
ラルフ・ワルド・エリソン（Ralph Waldo Ellison、1914年3月1日 - 1994年4月16日）は、アメリカ合衆国の小説家・文芸評論家・音楽評論家・エッセイスト。小説『見えない人間』（Invisible Man、1952年）によって、1953年に全米図書賞を受賞した。日本語では“ラルフ・エリスン”とも表記される。

## 生涯
オクラホマ州オクラホマシティに、2人兄弟の長男として生まれる。名前は、ラルフ・ワルド・エマーソンに因んで命名されたものである。3歳の時に父ルイスを胃潰瘍により亡くしている。8歳のころから音楽家を志し、学校のバンドでトランペットを演奏するようになる。19歳の時に州から奨学金を得て、由緒ある黒人大学として知られていたアラバマ州のタスキーギ学院で作曲を専攻し始めた。在学中にアーネスト・ヘミングウェイやT・S・エリオット、ガートルード・スタインなどといったアメリカ文学を読み耽るようになり、特にエリオットの詩『荒地』に感銘を受けたことにより、現代文学の体系を以ってアフリカ系アメリカ人の日常を綴ることへの挑戦を思い立ち始めた。
学院3年生の時に、奨学金が底をついたことをきっかけにニューヨークへ移住し、ハーレムのYMCAで働きながら、彫刻と写真を学んだ。そこでは、ロメール・ベアデンやラングストン・ヒューズ、アンドレ・マルロー、リチャード・ライトらと交流を持つようになり、特にライトはエリソンに小説家になるよう勧めただけでなく、連邦作家計画で職を得る為の手助けを行った。後にアメリカ共産党にも入党し、1937年から1944年にかけて、ライトが参加していた雑誌『ニュー・チャレンジ』や左翼系雑誌『ニュー・マッシズ』をはじめとする20以上の雑誌に、短編や評論を投稿するようになる。昼間は精神科医ハリー・スタック・サリヴァンの秘書として働きながら、文章について添削を受けていた。
第二次世界大戦時には、商船で調理師として働き、戦場での休憩時間の合間に、短編小説を執筆していた。1946年には、エリソンをサポートし続けてきたカメラマンのファニー・マコーネルと結婚する。1947年から1951年にかけて、書評の執筆によって生活費を稼ぎつつ、後に代表作となる『見えない人間』の執筆に取り掛かるようになる。
1952年に発表された『見えない人間』では、1930年代のニューヨークを舞台に、同時代の黒人であるライトやジェイムズ・ボールドウィンなどが描く人物とは対照的に、冷静・博識・理路整然・自己認識が出来ている一人の黒人少年が、当時のアメリカにおける過酷な人種差別の中で、主人公が自身のアイデンティティと社会での居場所を探す姿だけでなく、近親相姦といったタブーにも踏み込むこととなった。同作品は世界中で喝采を浴び、出版の翌年の1953年に全米図書賞を受賞することとなった。
1955年よりイタリアのローマに長期滞在し、同地でロバート・ペン・ウォーレンと生涯の盟友関係を結ぶこととなる。1958年に帰国し、バード大学でアメリカ文学とロシア文学を教える傍ら、2作目の長編小説『Juneteenth』の執筆を開始した。
1964年には人種問題等を論じたエッセイ集『影と行為』（Shadow and Act）を出版し、ラトガース大学とイェール大学でも教鞭をとるようになる。翌1965年には、『見えない人間』が、200名に及ぶ文学界の著名人からの聞き取りにおいて、「第二次世界大戦後に出版された作品の中で、最も優れた作品」との評価を得ることとなった。
1967年に、マサチューセッツ州プレーンフィールドの自宅が火災に見舞われ、執筆中だった『Juneteenth』の300ページ以上に及ぶ原稿を焼失してしまうという憂き目に遭った。しかし、後にエリソンは同作の原稿を2000ページ以上書くこととなるが、作品は未完に終わることとなった。
1969年には大統領自由勲章、翌1970年にはフランス政府から芸術文化勲章をそれぞれ受章した。
1975年にはアメリカ芸術文学アカデミーの会員に選出され、エリソンの故郷であるオクラホマシティは彼に「ラルフ・ワルド・エリソン図書館」の献堂するという栄誉を与えた。以降も大学で教鞭をとりつつ、エッセイを主として作品を発表し続け、1984年にはニューヨーク市立大学からラングストン・ヒューズ賞を授与され、1985年にはアメリカ国民芸術勲章を受章した。1986年には、友人のライトやウィリアム・フォークナーの作品だけでなく、デューク・エリントンの音楽への批評、アフリカ系アメリカ人がアメリカという国家のアイデンティティに及ぼした影響を考察したエッセイなどを収録した『準州への旅立ち』（Going to the Territory）を出版した。
1994年4月16日に膵癌により死去し、ニューヨークのトリニティ教会墓地に埋葬された。

## 邦訳作品
- 『見えない人間』（上・下）松本昇 訳、白水社、白水Uブックス、2020年11月